# Johannes Athalarich
Johannes Athalarich (mittelgriechisch Ιωάννης Αθαλάριχος Ioannis Athalarichos, lateinisch Ioannes Athalaricus; * vermutlich zwischen 601 und 610 in Karthago; † 637 auf der Insel Prinkipo) war ein illegitimer Sohn des oströmischen Kaisers Herakleios und Usurpator in Konstantinopel.

## Leben
Johannes Athalarich kam offenbar noch vor der Thronbesteigung seines Vaters im Exarchat von Karthago zur Welt. Bei seiner Mutter, einer namentlich nicht bekannten Konkubine, könnte es sich um eine Tochter des kurzzeitigen Caesars und Statthalters von Africa Germanus gehandelt haben. Dieser wiederum war möglicherweise ein Neffe des Ostgotenkönigs Athalarich, was den auffallenden Amalernamen des byzantinischen Prinzen erklären würde.
Wolfram Brandes bringt Athalarich mit den 540 von Ravenna nach Konstantinopel verbrachten Angehörigen der letzten Thüringerkönige in Zusammenhang und vermutet in ihm einen Enkel Amalafrids oder dessen Sohnes Artachis. Der uneheliche Sohn des Herakleios wäre demnach der letzte nachweisbare Nachkomme der Thüringerkönige in Konstantinopel, etwa ein Jahrhundert nach der Zerschlagung ihres Königreiches. 
Ende 623 oder Anfang 624 wurde Athalarich von seinem Vater im Zuge eines Waffenstillstandsvertrags als Geisel an den Hof des Awarenkhagans überstellt, um den Rücken für eine Offensive gegen das Sassanidenreich frei zu bekommen. Zu einem unbekannten Zeitpunkt, sehr wahrscheinlich aber erst nach der Belagerung von Konstantinopel (626), kam Athalarich wieder frei.
Um 637 wurde Athalarich in eine Verschwörung gegen Herakleios verwickelt. Unter dem Eindruck des unaufhaltsamen Vordringens der Araber in den Ostprovinzen und angesichts der Kränklichkeit des designierten Thronfolgers Konstantin planten einflussreiche armenische Hofkreise um den Kuropalates David Saharuni und den ehemaligen Marzban Waras-Tiroz Bagratuni, Herakleios und dessen Frau Martina zu stürzen und Athalarich auf den Thron zu bringen. Das Komplott flog auf – Athalarich und sein Vetter Theodoros Magistros wurden zum Tode verurteilt, von Herakleios jedoch „begnadigt“, grausam verstümmelt und auf die Inseln Prinkipo bzw. Malta verbannt, wo sie der baldige Tod ereilte. In Reaktion auf den Umsturzversuch setzte Martina im Jahr darauf die Erhebung ihres Sohnes Heraklonas zum Mitkaiser und gleichberechtigten Thronfolger durch.